# Bergrennen Ollon-Villars 1967

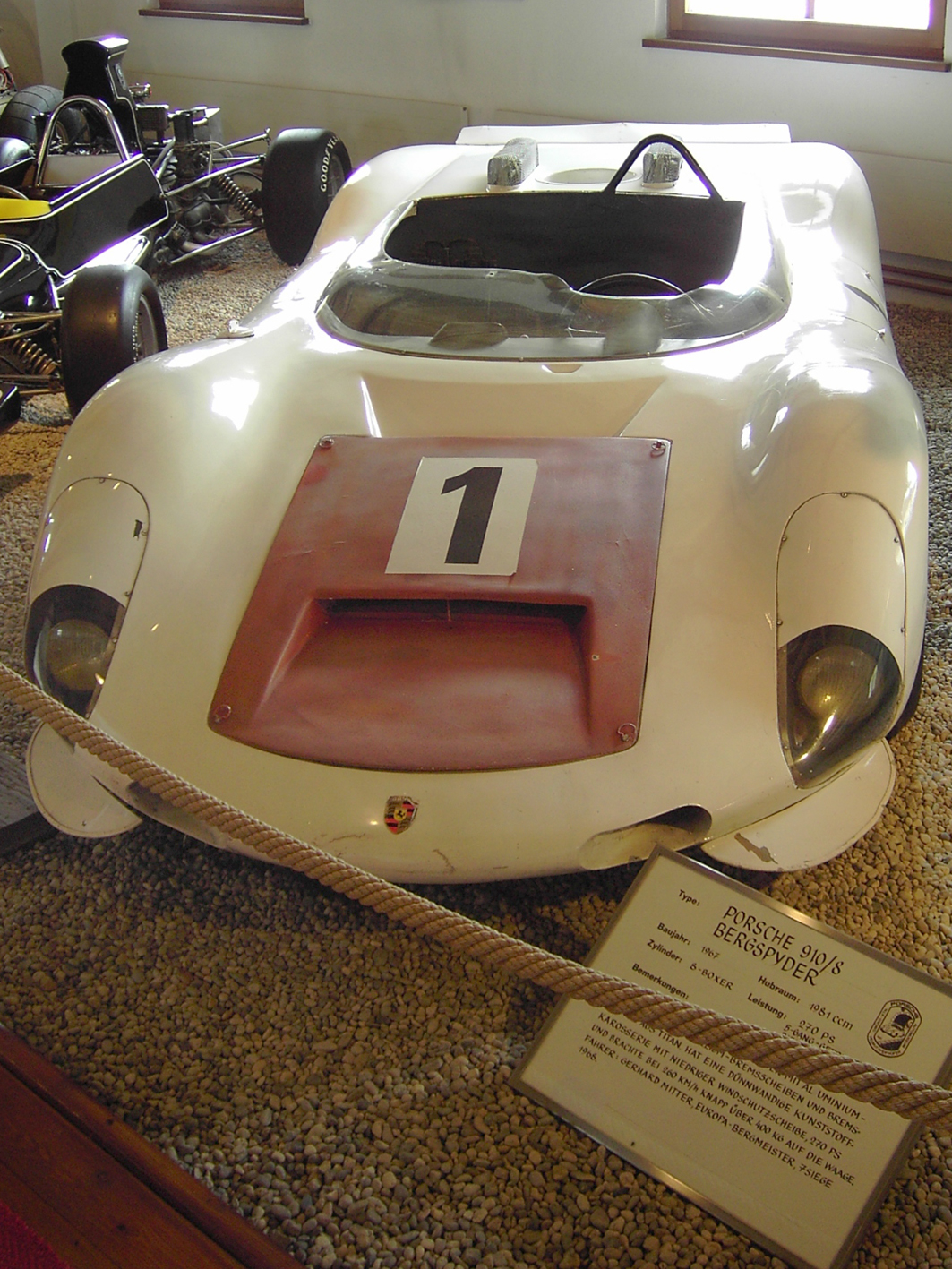
Porsche 910 Bergspyder

Das Bergrennen Ollon-Villars 1967, auch Ollon-Villars, Swiss Mountain Grand Prix , war ein Bergrennen, das am 27. August ausgefahren wurde. Das Rennen war der 13. Wertungslauf der Sportwagen-Weltmeisterschaft dieses Jahres.

## Das Rennen
Was 1963 mit dem Rennen auf den Passo della Consuma begann, endete 1967 auf der Bergstraße von Ollon nach Villars-sur-Ollon im Schweizer Kanton Waadt; Bergrennen als Wertungslauf der Sportwagen-Weltmeisterschaft. Damit wurde Gerhard Mitter zum letzten Bergrennen-Weltmeisterschaftslaufsieger der Sportwagengeschichte. Er siegte im Porsche 910 Bergspyder in der Addition der beiden Tagesläufe mit einer Zeit von 0:07:51,500 Minuten mit einem Vorsprung von knapp sieben Sekunden vor seinem Teamkollegen Rolf Stommelen.
Überschattet wurde die Veranstaltung von den Todesstürzen der Schweizer Axel Perrenoud und Michel Pilet. Perrenoud, der einen von Hubert Patthey gemeldeten Shelby Cobra fuhr, verunglückte im Training tödlich. Bei der Fahrt durch Huémoz kam der Cobra von der Strecke ab, traf einen Baum, überschlug sich und blieb auf dem Dach liegen. Der schwer verletzte Perrenoud starb im Rettungswagen auf dem Weg in ein Krankenhaus. Michel Pilet beendete auf seinem Triumph Spitfire beide Wertungsläufe und wurde an der 86. Stelle gewertet. Pilet verunglückte nach dem Rennen bei der Rückfahrt nach Ollon tödlich.

## Ergebnisse

### Schlussklassement
| 1               | P 2.0    | 196  | Porsche System               | Gerhard Mitter          | Porsche 910 Bergspyder      | 0:07:51,500 |
| 2               | P 2.0    | 197  | Porsche System               | Rolf Stommelen          | Porsche 910 Bergspyder      | 0:07:58,400 |
| 3               | P 2.0    | 199  | BMW                          | Dieter Quester          | Lola T110                   | 0:08:02,900 |
| 4               | P 2.0    | 198  | Abarth                       | Peter Schetty           | Abarth 2000SP               | 0:08:08,600 |
| 5               | P + 2.0  | 210  | Scuderia Filipinetti         | Herbert Müller          | Ferrari 412P                | 0:08:29,400 |
| 6               | S 2.0    | 160  | OASC                         | Rudi Lins               | Porsche 906                 | 0:08:30,100 |
| 7               | S 2.0    | 159  | Sepp Greger                  | Sepp Greger             | Porsche 906                 | 0:08:38,600 |
| 8               | S 2.0    | 164  | Àlex Soler-Roig              | Àlex Soler-Roig         | Porsche 906                 | 0:08:43,700 |
| 9               | S 2.0    | 162  | Hans Kühnis                  | Hans Kühnis             | Porsche 906                 | 0:08:54,100 |
| 10              | P 2.0    | 166  | André Wicky                  | André Wicky             | Porsche 910                 | 0:08:57,900 |
| 11              | S 2.0    | 165  | Helmut Leuze                 | Helmut Leuze            | Porsche 906                 | 0:08:59,600 |
| 12              | S 2.0    | 163  | Karl Foitek                  | Karl Foitek             | Lotus Elan                  | 0:09:13,000 |
| 13              | S 1.3    | 148  | Abarth Corse                 | Toine Hezemans          | Abarth 1300 OT              | 0:09:20,800 |
| 14              | S 2.0    | 167  | Antonio Zadala               | Antonio Zadala          | Porsche 906                 | 0:09:21,700 |
| 15              | S 2.0    | 172  | Formel Rennsport Club Zurich | Gildo de Guidi          | Porsche 904 GTS             | 0:09:26,100 |
| 16              | S 2.0    | 177  |                              | Alain Bernardo          | Porsche 906                 | 0:09:32,400 |
| 17              | T 1.6    | 80   | Autodelta                    | Ignazio Giunti          | Alfa Romeo GTA              | 0:09:33,100 |
| 18              | GT 2.0   | 121  | Anton Fischhaber             | Anton Fischhaber        | Porsche 911S                | 0:09:33,500 |
| 19              | GT 2.0   | 123  | Karl Foitek                  | Werner Rüfenacht        | Lotus Elan                  | 0:09:37,000 |
| 20              | GT + 2.0 | 144  | Squadra Tartaruga            | Peter Ettmüller         | Ferrari 250 GTO             | 0:09:41,200 |
| 21              | T 1.6    | 82   | Leman                        | Charles Ramu-Caccia     | Alfa Romeo GTA              | 0:09:42,300 |
| 22              | T 1.6    | 83   | Nord                         | Jean-Paul Humberset     | Alfa Romeo GTA              | 0:09:42,700 |
| 23              | S 1.3    | 149  | Bruno Hoffmann               | Bruno Hoffmann          | Abarth-Simca 1300 Bialbero  | 0:09:45,100 |
| 24              | T 2.5    | 99   | Formel Rennsport Club Zurich | Hans-Peter Nyffeler     | Porsche 911                 | 0:09:46,100 |
| 25              | S + 2.0  | 212  | Three Bears                  | Benett Dorrance         | Ferrari 275 GTB/4           | 0:09:47,400 |
| 26              | T 2.5    | 98   | Charles Vögele               | Arthur Blank            | Porsche 911                 | 0:09:49,700 |
| 27              | P 1.15   | 178  | Abarth Switzerland           | Roland Stierli          | Fiat-Abarth 1000SP          | 0:09:49,900 |
| 28              | GT + 2.0 | 143  | Siegfried Zwimpfer           | Siegfried Zwimpfer      | Ferrari 275 GTB/2           | 0:09:51,700 |
| 29              | S 2.0    | 170  | Hans Schertenleib            | Hans Schertenleib       | Porsche 904 GTS             | 0:09:51,900 |
| 30              | S 1.3    | 153  | DASCA                        | Karl Federhofer         | Abarth 1300 OT              | 0:09:52,300 |
| 31              | GT 2.0   | 122  | VSAS                         | Malte Huth              | Porsche 911S                | 0:09:55,800 |
| 32              | P 2.0    | 203  | Leman                        | Henri Bürgisser         | Lotus 23C                   | 0:09:59,200 |
| 33              | P 1.15   | 182  | Nord                         | Jean-Pierre Brun        | Elva Mk.7                   | 0:10:01,300 |
| 34              | P 1.15   | 187  | Peter Maier                  | Peter Maier             | NSU Prinz 1000 TT           | 0:10:01,700 |
| 35              | P 1.15   | 190  | Abarth Switzerland           | Hans Affentranger       | Fiat-Abarth 1000SP          | 0:10:03,400 |
| 36              | P 1.15   | 191  | Abarth Switzerland           | Rolando Vaglio          | Fiat-Abarth 1000SP          | 0:10:07,300 |
| 37              | GT 2.0   | 129  | Bianco Azzuro                | Josef Burri             | Lotus Elan                  | 0:10:13,000 |
| 38              | P 1.15   | 183  | Helbling Racing              | Gody Naef               | Fiat-Abarth 1000 SP         | 0:10:15,200 |
| 39              | GT 1.3   | 103  | Alpine                       | Henri Grandsire         | Alpine A110                 | 0:10:16,300 |
| 40              | GT 2.0   | 127  | Vin G. Neuchatelois          | Charles Perrenoud       | Lotus Elan                  | 0:10:17,200 |
| 41              | P 1.15   | 184  | Eris Tondelli                | Eris Tondelli           | Fiat-Abarth 1000SP          | 0:10:21,900 |
| 42              | T 2.5    | 100  | Remi Peterelli               | Remi Peterelli          | Porsche 911                 | 0:10:23,600 |
| 43              | T 1.15   | 73   | Graz Racing                  | Gert Koenig             | Fiat-Abarth 1000 Berlinetta | 0:10:24,500 |
| 44              | GT 1.3   | 106  | Cesare Poretti               | Cesare Poretti          | Lancia Fulvia HF            | 0:10:27,600 |
| 45              | T 1.15   | 66   | Abarth                       | Johannes Ortner         | Fiat-Abarth 1000            | 0:10:27,700 |
| 46              | S 1.3    | 150  | Armando Truffo               | Armando Truffo          | Abarth 1300 OT              | 0:10:33,700 |
| 47              | GT 1.3   | 105  | Luigi Cabella                | Luigi Cabella           | Lancia Fulvia HF            | 0:10:38,400 |
| 48              | T 1.6    | 88   | VSA München                  | Alfred Krohe            | Austin Mini-Cooper S        | 0:10:38,900 |
| 49              | S 2.0    | 171  | Formel Rennsport Club Zurich | Gerhard Kobler          | Lotus Elan                  | 0:10:39,600 |
| 50              | S + 2.0  | 176  | Arnaldo Maestrini            | Arnaldo Maestrini       | Shelby Cobra                | 0:10:42,200 |
| 51              | T 1.15   | 70   | Abarth Switzerland           | Robert Blatter          | Fiat-Abarth 850TC           | 0:10:42,700 |
| 52              | GT 2.0   | 131  | Helbling Racing              | Hedy Ruoss              | Lotus Elan                  | 0:10:45,500 |
| 53              | T 1.6    | 87   | Luigi Pozzo                  | Luigi Pozzo             | Lancia Fulvia HF            | 0:10:46,300 |
| 54              | T 1.6    | 85   | Formel Rennsport Club Zurich | Carlo Dubach            | Austin Mini-Cooper S        | 0:10:49,500 |
| 55              | T 1.15   | 71   | Abarth Switzerland           | Mike Wuest              | Fiat-Abarth 1000 OTS        | 0:10:50,700 |
| 56              | T 1.15   | 74   | Karl Foitek                  | Joe Kretschi            | NSU Prinz 1000 TT           | 0:10:52,600 |
| 57              | P 1.15   | 193  | Max Sammet                   | Max Sammet              | Minelli Sport               | 0:10:55,700 |
| 58              | T 1.6    | 91   | Richard Broström             | Richard Broström        | Austin Mini-Cooper S        | 0:10:56,400 |
| 59              | T 1.6    | 92   | Franco Franzi                | Franco Franzi           | Lancia Fulvia HF            | 0:10:56,700 |
| 60              | T 1.15   | 68   | Scuderia Filipinetti         | André Bungener          | NSU Prinz 1000 TT           | 0:10:58,700 |
| 61              | GT 2.0   | 125  | „Allen“                      | „Allen“                 | Lotus Elan                  | 0:10:58,900 |
| 62              | T 1.15   | 76   | Abarth Switzerland           | Rene Neumann            | Fiat-Abarth 850TC           | 0:11:03,500 |
| 63              | GT 2.0   | 129  | Richard Vogel                | Richard Vogel           | Lotus Elan                  | 0:11:08,400 |
| 64              | GT 2.0   | 137  | Meute                        | Claudio Ponti           | Porsche 911S                | 0:11:12,700 |
| 65              | S 1.3    | 154  | Formel Rennsport Club Zurich | Paul Macchi             | Saab Sonett                 | 0:11:13,000 |
| 66              | P 2.0    | 95   | Piero Galfetti               | Piero Galfetti          | Alfa Romeo Giulia TI Super  | 0:11:17,500 |
| 67              | P 1.15   | 186  | Leyland Switzerland          | Heinz Hofer             | Triumph Spitfire            | 0:11:18,300 |
| 68              | P 1.15   | 192  | Claude Eichhorn              | Claude Eichhorn         | Hillman Imp                 | 0:11:18,800 |
| 69              | GT 1.3   | 110  | ASL Corsa                    | Jean-Pierre Pochon      | Fiat-Abarth 1000 OTS        | 0:11:19,400 |
| 70              | T 1.15   | 69   | Abarth Switzerland           | Udo Schütz              | Fiat-Abarth 1000            | 0:11:21,300 |
| 71              | GT 2.0   | 135  | Meute                        | Yvan Gruaz              | Lotus Elan                  | 0:11:21,700 |
| 72              | T 2.5    | 101  | ASL Corsa                    | Albert Müller           | Volvo 122S                  | 0:11:22,400 |
| 73              | GT 1.3   | 113  | Cote                         | Eric Dupont             | Lancia Fulvia HF            | 0:11:22,600 |
| 74              | GT 1.3   | 118  | Meute                        | Michel Christen         | NSU Wankel Spyder           | 0:11:25,600 |
| 75              | GT 1.3   | 130  | Leyland Switzerland          | Walter Rheiner          | Triumph Spitfire            | 0:11:26,000 |
| 76              | GT 2.0   | 138  | Gody Winzenried              | Gody Winzenried         | Triumph GT6                 | 0:11:26,500 |
| 77              | GT 1.3   | 109  | Leyland Switzerland          | Edwin Wildhaber         | Triumph Spitfire            | 0:11:26,800 |
| 78              | S 1.3    | 204  | Leyland Switzerland          | Fred Gysler             | Triumph Spitfire            | 0:11:30,700 |
| 79              | T 1.15   | 75   | Formel Rennsport Club Zurich | Doelf Reusch            | DKW F 12                    | 0:11:32,400 |
| 80              | GT 2.0   | 132  | Karl Stewart Richardson      | Karl Stewart Richardson | Porsche 911S                | 0:11:40,600 |
| 81              | GT 1.3   | 119  | BORG                         | Ernst Schneiter         | Triumph Spitfire            | 0:11:43,300 |
| 82              | GT 1.3   | 112  | ASL Corsa                    | Bernard Chenevière      | Sunbeam Imp Sport           | 0:11:44,600 |
| 83              | GT 1.3   | 117  | Leman                        | Edwin Heusser           | NSU Spider                  | 0:11:58,700 |
| 84              | GT 1.3   | 118  | Meute                        | Jean-Pierre Luya        | Triumph Spitfire            | 0:12:02,600 |
| 85              | S 1.3    | 156  | Formel Rennsport Club Zurich | Jürg Pfister            | Saab Sonett                 | 0:12:05,000 |
| 86              | GT 1.3   | 107  | Meute                        | Michel Pilet            | Triumph Spitfire            | 0:12:12,900 |
| 87              | T 1.15   | 78   | Fribourgeoise                | Bernard Siffert         | Fiat-Abarth 850 TC          | 0:12:34,200 |
| 88              | GT + 2.0 | 146  | „Heat Thompson“              | „Heat Thompson“         | Aston Martin DB2/4          | 0:12:39,000 |
| Ausgefallen     |          |      |                              |                         |                             |             |
| 89              | R 1.6    | 51   | Squadra Tartaruga            | Xavier Perrot           | Lotus 23B                   |             |
| 90              | T 1.6    | 86   | Troisime Etoiles             | Albert Fatio            | Alfa Romeo GTA              |             |
| 91              | T 1.6    | 89   | Hubert Patthey               | Pierre Kapp             | Lancia Fulvia HF            |             |
| 92              | T 1.6    | 90   | Philippe Serex               | Philippe Serex          | Alfa Romeo GTA              |             |
| 93              | T 1.6    | 96   | Georges Typaldos             | Georges Typaldos        | Alfa Romeo GTA              |             |
| 94              | GT 1.3   | 104  | Leyland Switzerland          | Jean-Jacques Thuner     | Triumph Spitfire            |             |
| 95              | GT 1.3   | 111  | Patrick Lier                 | Patrick Lier            | Sunbeam Imp Sport           |             |
| 96              | GT 2.0   | 128  | Felder Racing                | Hermann Bürgi           | Lotus Elan                  |             |
| 97              | GT 2.0   | 134  | Nord                         | Jean-Claude Ehinger     | Lotus Elan                  |             |
| 98              | P 1.15   | 157  | „John“                       | „John“                  | Austin-Healey Sprite        |             |
| Nicht gestartet |          |      |                              |                         |                             |             |
| 99              | T 1.6    | 81   | Michel Weber                 | Michel Weber            | Alfa Romeo GTA              | 1           |
| 100             | S + 2.0  | 175  | Hubert Patthey               | Axel Perrenoud          | Shelby Cobra                | 2           |
| 101             | P 2.0    | 201  | Autodelta                    | Silvio Moser            | Alfa Romeo T33              | 3           |
| 102             | P 2.0    | 208  | Meute                        | Roger Peray             | Lotus Europa                | 4           |
| 103             | P 2.0    | 196T | Porsche System               | Gerhard Mitter          | Porsche 910 Bergspyder      | 5           |
| 104             | P 2.0    | 197T | Porsche System               | Rolf Stommelen          | Porsche 910 Bergspyder      | 6           |

1 nicht gestartet
2 tödlicher Unfall im Training
3 Fahrzeug zu schwer
4 nicht gestartet
5 Trainingswagen
6 Trainingswagen

### Nur in der Meldeliste
Hier finden sich Teams, Fahrer und Fahrzeuge, die ursprünglich für das Rennen gemeldet waren, aber aus den unterschiedlichsten Gründen daran nicht teilnahmen.
| Pos. | Klasse   | Nr. | Team                         | Fahrer                  | Chassis                     |
| ---- | -------- | --- | ---------------------------- | ----------------------- | --------------------------- |
| 105  | T 1.15   | 67  | Giovanni Carena              | Giovanni Carena         | Fiat-Abarth 1000 Berlinetta |
| 106  | T 1.15   | 72  | VATC                         | Hans Fink               | Steyr-Puch 650TR            |
| 107  | T 1.15   | 77  | Hubert Patthey               | Paul Engler             | Fiat-Abarth 1000 Berlinetta |
| 108  | T 1.6    | 84  | Corsaires                    | Alain Cattin            | Morris Mini Cooper          |
| 109  | T 1.6    | 93  | Formel Rennsport Club Zurich | Charles Manz            | Lancia Fulvia HF            |
| 110  | T 1.6    | 94  | Albert Bugnon                | Albert Bugnon           | Alfa Romeo Giulia TI Super  |
| 111  | GT 1.3   | 114 | Leyland Switzerland          | Oskar Müller            | Triumph Spitfire            |
| 112  | GT 1.3   | 114 | Pierre Jeanneret             | Pierre Jeanneret        | Triumph Spitfire            |
| 113  | GT 1.3   | 116 | Meute                        | Jim Bussolaro           | Triumph Spitfire            |
| 114  | GT 2.0   | 124 | André Wicky                  | Edgar Berney            | Porsche 911S                |
| 115  | GT 2.0   | 126 | Claude Bouscary              | Claude Bouscary         | Porsche 911S                |
| 116  | GT 2.0   | 133 | Leman                        | Jacques Hussy           | Lotus Elan                  |
| 117  | GT 2.0   | 136 | Formel Rennsport Club Zurich | Urs Hauenstein          | Lotus Elan                  |
| 118  | GT 2.0   | 140 | Felder Racing                | Jakob Zolliker          | Lotus Elan                  |
| 119  | GT 2.0   | 141 | Cote                         | Arthur Amort            | MGB                         |
| 120  | GT + 2.0 | 145 | Andre Aknin                  | Andre Aknin             | Ferrari 250 GTO             |
| 121  | S 1.3    | 151 | Abarth Switzerland           | Peter Maron             | Abarth 1300 OT              |
| 122  | S 1.3    | 152 | Charles Graemiger            | Charles Graemiger       | Costin-Nathan Hillman GT    |
| 123  | S 1.3    | 155 | Franco Pilone                | Franco Pilone           | Abarth 1300 OT              |
| 124  | S 2.0    | 161 | Piccionaia                   | Carlo Facetti           | Porsche 906                 |
| 125  | S 2.0    | 168 | Aldo Bersano                 | Aldo Bersano            | Alfa Romeo Giulia TZ        |
| 126  | S 2.0    | 169 | Pierre Marx                  | Pierre Marx             | Porsche 904 GTS             |
| 127  | S 2.0    | 173 | Jean-Pierre Aeschlimann      | Jean-Pierre Aeschlimann | Marcos Mini GT              |
| 128  | P 1.15   | 179 | Formel Rennsport Club Zurich | Erwin Schnewlin         | Osca S1100                  |
| 129  | P 1.15   | 180 | Troisime Etoiles             | Jean-Claude Favre       | Sunbeam Imp Sport           |
| 130  | P 1.15   | 181 | ASCT                         | Markus Meisinger        | NSU Prinz 1000 TT           |
| 131  | P 1.15   | 185 | Lions                        | Charly Cuénoud          | Lotus 23                    |
| 132  | P 1.15   | 188 | Hubert Patthey               | Samuel Hauser           | NSU Wankel Ro80             |
| 133  | P 1.15   | 188 | VATC                         | Alfons Schwaab          | NSU Prinz                   |
| 134  | P 1.15   | 194 | Formel Rennsport Club Zurich | Jungi Werner            | Fiat-Abarth                 |
| 135  | P 2.0    | 200 | Abarth                       |                         | Abarth 2000SP               |
| 136  | P 2.0    | 202 | Ecurie Biennoise             | Robert Huber            | Lotus 47                    |
| 137  | P 2.0    | 205 | Winfield Racing              | Simon De Lautour        | Lotus 47                    |
| 138  | P 2.0    | 206 | Richard Williams             | Richard Williams        | Unipower GT                 |
| 139  | P 2.0    | 207 | Ecurie Biennoise             | Gustav Schlup           | Elva Mk.7                   |
| 140  | P + 2.0  | 211 | Squadra Tartaruga            | Hans Illert             | Ferrari 250LM               |
| 141  | P + 2.0  | 213 | Three Bears                  | Peter Baumberger        | Ferrari 275 GTB/4           |
| 142  | P + 2.0  | 214 | Three Bears                  | John Dorrance           | Ferrari 275 GTB/4           |

### Klassensieger
| Klasse   | Fahrer                  | Fahrzeug                    | Platzierung im Gesamtklassement |
| -------- | ----------------------- | --------------------------- | ------------------------------- |
| R 1.6    | kein Teilnehmer im Ziel |                             |                                 |
| P + 2.0  | Herbert Müller          | Ferrari 412P                | Rang 5                          |
| P 2.0    | Gerhard Mitter          | Porsche 910 Bergspyder      | Gesamtsieg                      |
| P 1.15   | Roland Stierli          | Fiat-Abarth 1000SP          | Rang 27                         |
| S + 2.0  | Benett Dorrance         | Ferrari 275 GTB/4           | Rang 25                         |
| S 2.0    | Rudi Lins               | Porsche 906                 | Rang 6                          |
| S 1.3    | Toine Hezemans          | Abarth 1300 OT              | Rang 13                         |
| GT + 2.0 | Peter Ettmüller         | Ferrari 250 GTO             | Rang 20                         |
| GT 2.0   | Anton Fischhaber        | Porsche 911S                | Rang 18                         |
| GT 1.3   | Henri Grandsire         | Alpine A110                 | Rang 39                         |
| T 2.5    | Hans-Peter Nyffeler     | Porsche 911S                | Rang 24                         |
| T 1.6    | Ignazio Giunti          | Alfa Romeo GTA              | Rang 17                         |
| T 1.15   | Gert Koenig             | Fiat-Abarth 1000 Berlinetta | Rang 43                         |

### Renndaten
- Gemeldet: 142
- Gestartet: 98
- Gewertet: 88
- Rennklassen: 13
- Zuschauer: unbekannt
- Wetter am Renntag: warm und trocken
- Streckenlänge: 8,000 km
- Fahrzeit des Siegerteams: 0:07:51,500 Stunden
- Gesamtrunden des Siegerteams: 2
- Gesamtdistanz des Siegerteams: 16,000 km
- Siegerschnitt: 122,267 km/h
- Pole Position: keine
- Schnellste Rennrunde: Gerhard Mitter – Porsche 910 Bergspyder (#16) – 3:55,400 = 122,354 km/h
- Rennserie: 13. Lauf zur Sportwagen-Weltmeisterschaft 1967